# Албер Юдерзо
Албѐр Юдерзо̀ (на френски: Albert Uderzo) е френски художник.
Известен е главно (заедно със сценариста Рьоне Госини) с комиксите за Астерикс.
През 1959 г. участват в създаването на детското списание „Пилот“. В първия му брой се появява гал, наречен Астерикс.